# Skip Hall
Archie „Skip“ Hall (* 27. September 1909 in Portsmouth (Virginia); † November 1980 in Ottawa, Kanada) war ein US-amerikanischer Musiker (Piano, Orgel) des Swingjazz. 
Hall erhielt ab dem achten Lebensjahr Instrumentalunterricht durch seinen Vater, später an der Martin Smith School in New York City. Er trat zunächst in Harlem auf und leitete von 1931 bis 1938 eine Band in Cleveland. Er war dann freiberuflich tätig, in den 1940er Jahren auch als Arrangeur, u. a. für Jay McShann (1940–1944). Während seines Militärdienstes im Zweiten Weltkrieg leitete er die 132nd Band, mit der er in Großbritannien stationiert war. Als Pianist hat er dann lange Jahre mit Buddy Tate zusammengearbeitet, mit dem er 1968 auch in Europa war. Hall leitete auch eigene Gruppen (u. a. mit Walter Brown), mit denen er 1949 aufnahm; bei Two Left Feet/Skip a Page, die er für Jamboree aufnahm, spielte er mit Tate, Buck Clayton, George Stevenson, Vincent Bair-Bey, Dave McRae, Walter Page und Herbert Lovelle. Weiter ist er auf Einspielungen seines Schwagers Sy Oliver, aber auch mit Clyde Bernhardt, Thelma Carpenter, Don Redman, Dicky Wells, Buck Clayton, Hot Lips Page, Wynonie Harris, Hot Lips Page oder Charlie Shavers zu hören.

## Lexigraphische Einträge
- Carlo Bohländer, Karl Heinz Holler: Reclams Jazzführer (= Reclams Universalbibliothek. Nr. 10185/10196). Reclam, Stuttgart 1970, ISBN 3-15-010185-9.
- Leonard Feather, Ira Gitler: The Biographical Encyclopedia of Jazz. Oxford University Press, New York 1999, ISBN 0-19-532000-X.

| Personendaten    | Personendaten                                          |
| ---------------- | ------------------------------------------------------ |
| NAME             | Hall, Skip                                             |
| ALTERNATIVNAMEN  | Hall, Archie                                           |
| KURZBESCHREIBUNG | US-amerikanischer Musiker (Piano, Orgel) des Swingjazz |
| GEBURTSDATUM     | 27. September 1909                                     |
| GEBURTSORT       | Portsmouth (Virginia)                                  |
| STERBEDATUM      | November 1980                                          |
| STERBEORT        | Ottawa, Kanada                                         |